# Stałe Przedstawicielstwo Nauru przy ONZ
Stałe Przedstawicielstwo Nauru przy Narodach Zjednoczonych (ang. Permanent Mission of the Republic of Nauru to the United Nations) – misja dyplomatyczna Republiki Nauru przy Organizacji Narodów Zjednoczonych z siedzibą w Nowym Jorku.

## Historia
Republika Nauru została przyjęta jako 187 państwo członkowskie Organizacji Narodów Zjednoczonych we wrześniu 1999. 22 grudnia 1999 listy uwierzytelniające złożył pierwszy ambasador Nauru przy ONZ Vinci Clodumar. Stałe Przedstawicielstwo Nauru przy ONZ zostało oficjalnie ustanowione w styczniu 2000.